# چهارده قطعه برای بازپریدن
چهارده قطعه برای بازپریدن نام یک آلبوم موسیقی سنتی باصدای سپیده رئیس‌سادات، خوانندهٔ ایرانی با آهنگسازی رضا قاسمی و اجرای گروه مشتاق است که در ماه آبان سال ۱۳۸۹ در فرانسه منتشر شده است. این آلبوم دارای ۱۸ قطعه است که در آواز بیات ترک و دستگاه راست پنج‌گاه ساخته شده‌اند.

## فهرست قطعات
1. بازپریدن (مولانا)
2. آواز و نی (سعدی)
3. عیاری (حافظ)
4. دست‌افشانی (بی‌کلام)
5. آواز و سه‌تار ۱ (سعدی)
6. مددی که چشم مستت (سلمان ساوجی)
7. وجد، تا دمی بیاسایم (شیخ بهایی)
8. پیش‌درآمد (بی‌کلام)
9. آواز و سه‌تار ۲
10. عیشم مدام (حافظ)
11. سه‌تار سولو (بی‌کلام)
12. دفتر بی‌معنی (حافظ)
13. سه‌تار سولو ۲، آواز و سه‌تار ۳ (سعدی)
14. مست دهل‌زن (مولانا)
15. سه‌تار سولو ۳ (بی‌کلام)
16. سلسلهٔ موی دوست (سعدی)
17. آواز و سه‌تار ۴ (حافظ)
18. ماه تمام (شیخ بهایی و سعدی)
19. از این مرگ مترسید، بوی شراب (مولانا)[۲]